# 沃納維爾 (紐約州)
沃納維爾（英語：Warnerville）是位於美國紐約州斯科哈里縣的非建制地區。

## 歷史
沃納維爾的郵局自1849年營運至今。

## 地理
沃納維爾所處的海拔為高於海平面282米（即925英呎），而該地所採用的時區為UTC-5，即北美东部时区（EST）。同時該地設有夏令時間，為UTC-5調快一小時，即UTC-4（EDT）。